# Galaxias depressiceps
Galaxias depressiceps es una especie de pez del género Galaxias.

## Descripción
Es un pez bentopelágico de agua dulce que puede medir 8,2 cm de longitud, pero se han registrado especies de hasta 16,8 cm. Su nombre proviene de la forma aplanada de su cabeza, depressus. La especie suele presentar una especie de mancha o franja que pasa por la parte central del dorso y toma la aleta dorsal y el vientre. Presenta además tonalidades doradas y marrones a lo largo de su cuerpo. Se sabe que es muy similar en aspecto a otras especies. Desova en primavera y sus huevos cuentan con un tamaño de 2 mm, los cuales son colocados en la parte inferior de las rocas y piedras de rápidos o ríos. Se estima que puede vivir hasta 8 años.

## Distribución y hábitat
Habita en Nueva Zelanda, en arroyos, también muy cerca de rocas en pastizales de matas, en cascadas, arroyos de montaña y afluentes de ciertos ríos. Su alimentación consiste en especies de invertebrados. Fue evaluada en 2014 por la Lista Roja de la UICN y está catalogada como especie potencialmente vulnerable.